# Hraniční přechod Starý Bohumín
Hraniční přechod Starý Bohumín, nazývaný také hraniční přechod Bohumín – Chałupki, vede přes most přes řeku Odru. Je hraničním přechodem mezi českým Starým Bohumínem (část města Bohumín v okrese Karviná v Moravskoslezském kraji) a polskou vesnicí Chałupki (gmina (okrsek) Krzyżanowice, Ratibořský powiat (okres) ve Slezském vojvodství (kraji)).
Hraniční přechod je obousměrný a je určen pro pěší, cyklisty a motoristy. Vzhledem k tomu, že příhradový most je úzký, je jeho automobilový provoz řízen na obou stranách světelnou signalizací. Světelná signalizace je umístěna před mostem nad silnicí u Národního domu. Přibližně v polovině mostu je státní hranice nacházející se v ose řeky Odry. Hraniční přechod se nachází nedaleko náměstí Svobody v centru Starého Bohumína. V minulosti měl hraniční přechod Starý Bohumín větší význam, protože tehdy nebylo tolik hraničních přechodů v Bohumíně a jeho okolí. V minulosti zde také byla hranice s Pruskem.
Při vstupu České republiky do Schengenského prostoru v roce 2007 byly na hraničním přechodu zrušeny kontroly. V případě dočasného znovuzavedení ochrany vnitřních hranic je provoz na hraničním přechodu upraven Sdělením Ministerstva vnitra č. 395/2021 Sb.

## Další informace
Přes hraniční přechod vedou cyklostezky, např. cyklistická trasa 56, EuroVelo 4 a další turistické trasy.
U hraničního přechodu se nachází turistické odpočinkové místo „Na hranici“ (nezastřešené lavice a stůl) a také nástupní místo pro vodáky, kteří chtějí sjíždět řeku Odru přes Přírodní památku Hraniční meandry Odry, k soutoku řek Odra a Olše s možností pokračovat dále po Odře do Polska.

## Galerie

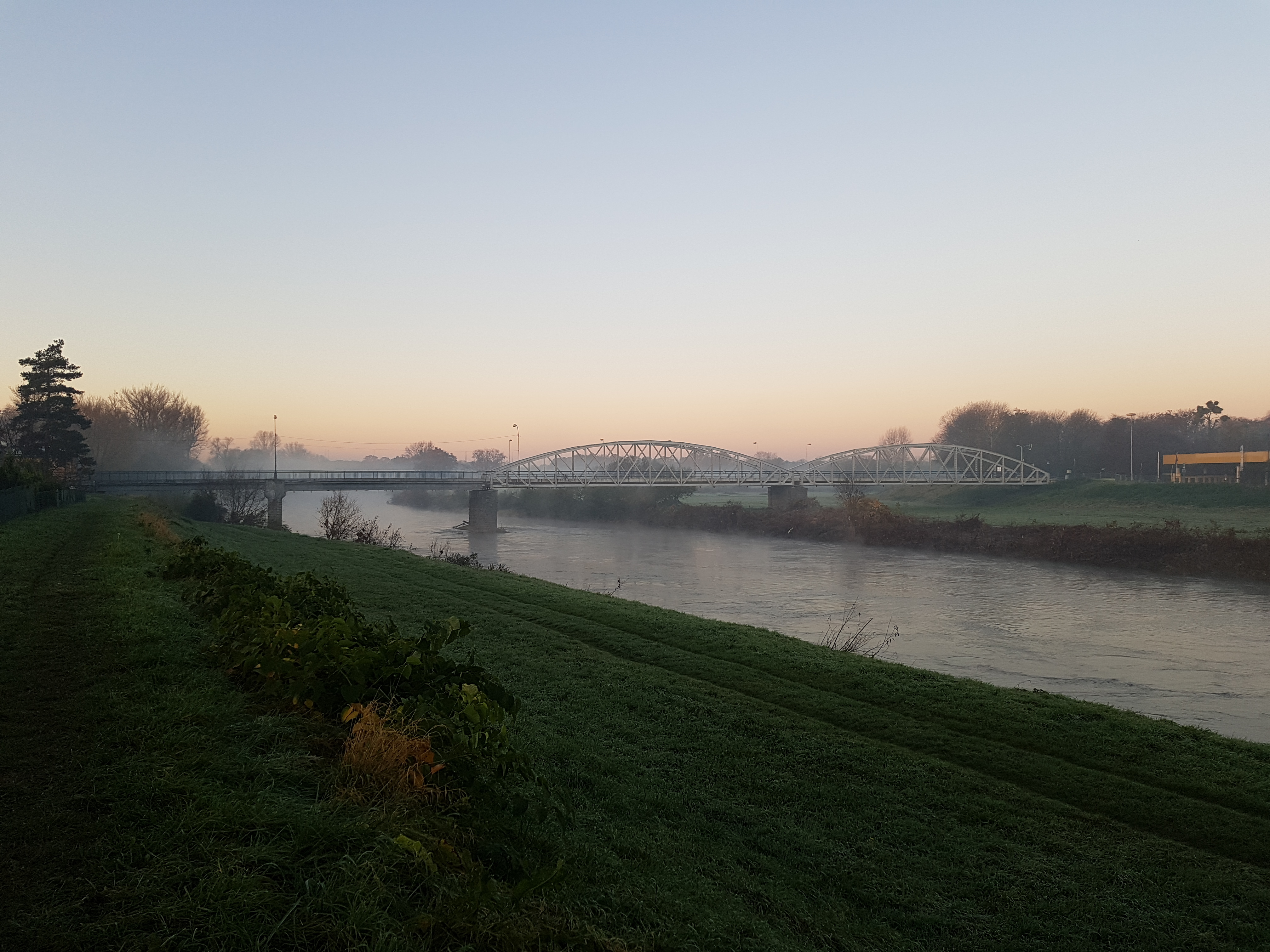
Celkový pohled na hraniční přechod
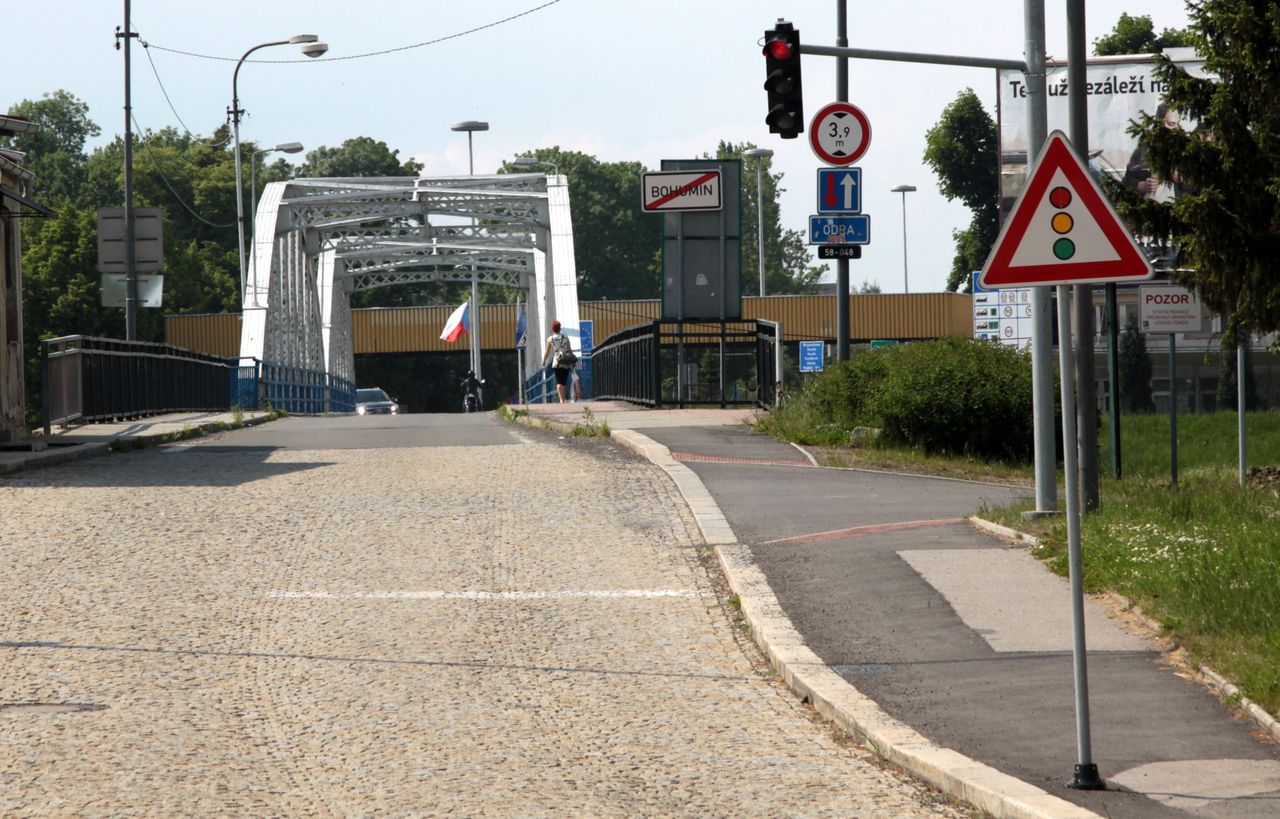
Pohled do Polska
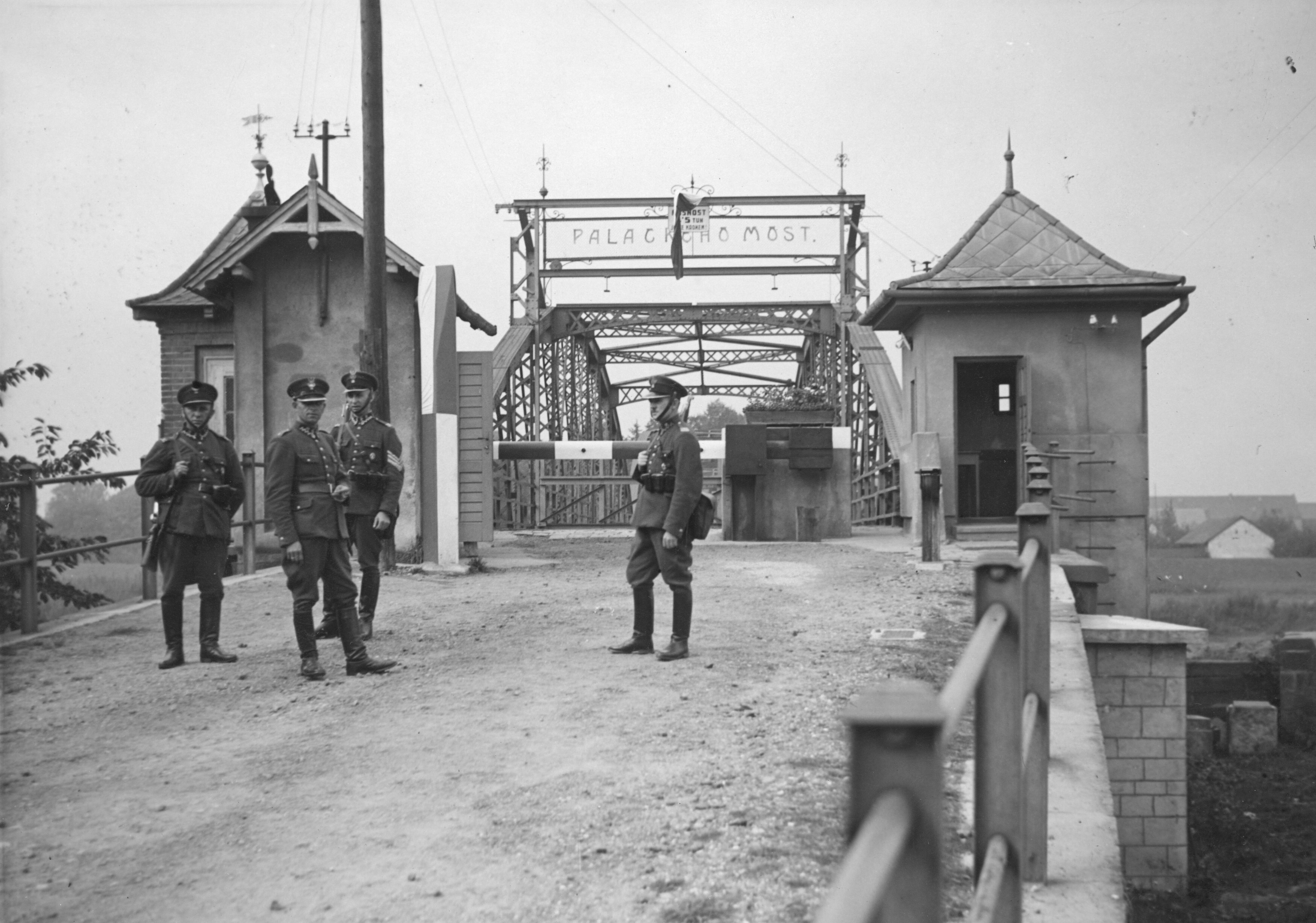
Polské jednotky na tehdejším Palackého mostě během polské okupace Těšínska (1939)
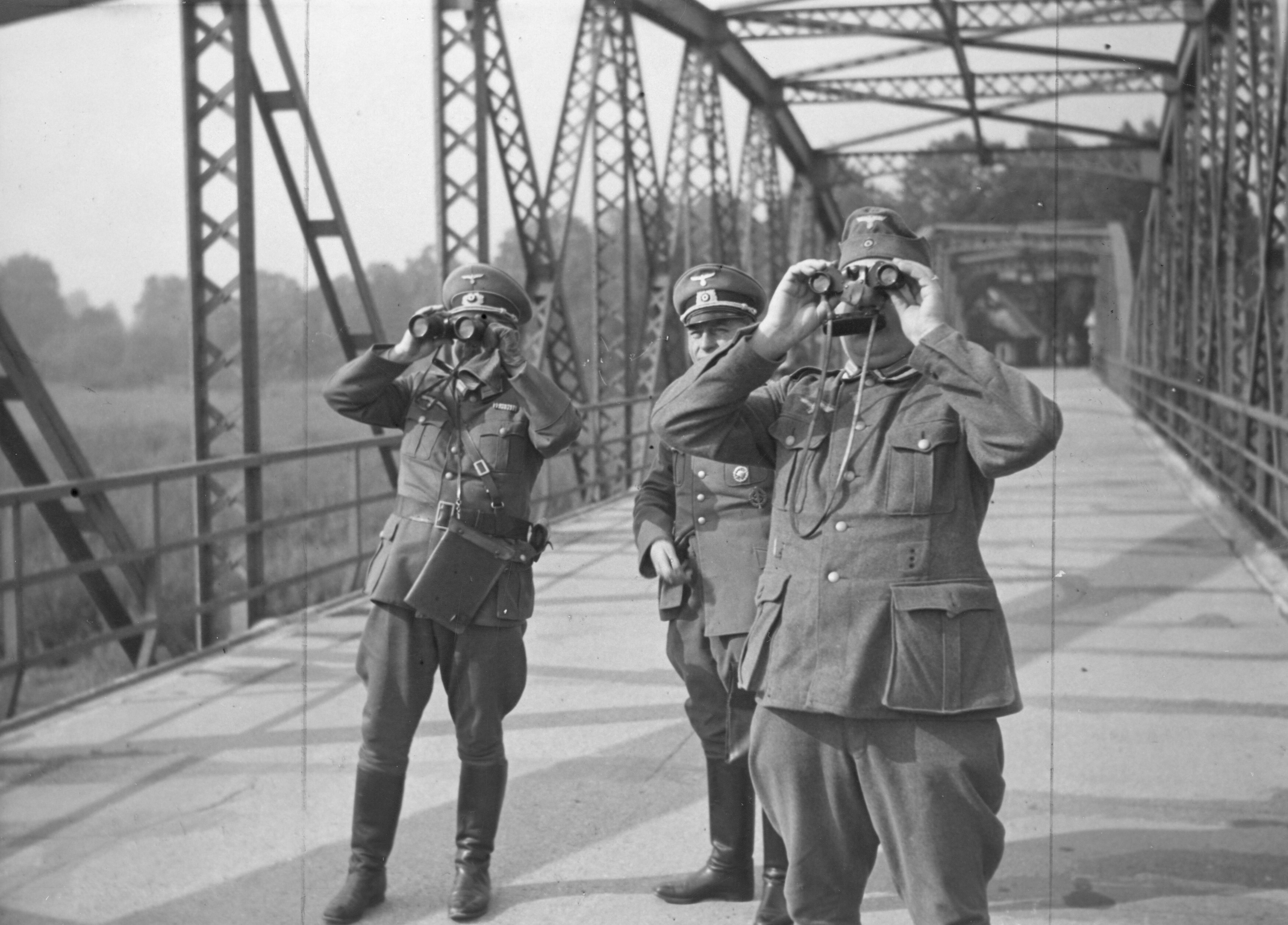
Polské jednotky na tehdejším Palackého mostě během polské okupace Těšínska (1939)